# Stéphane Augé

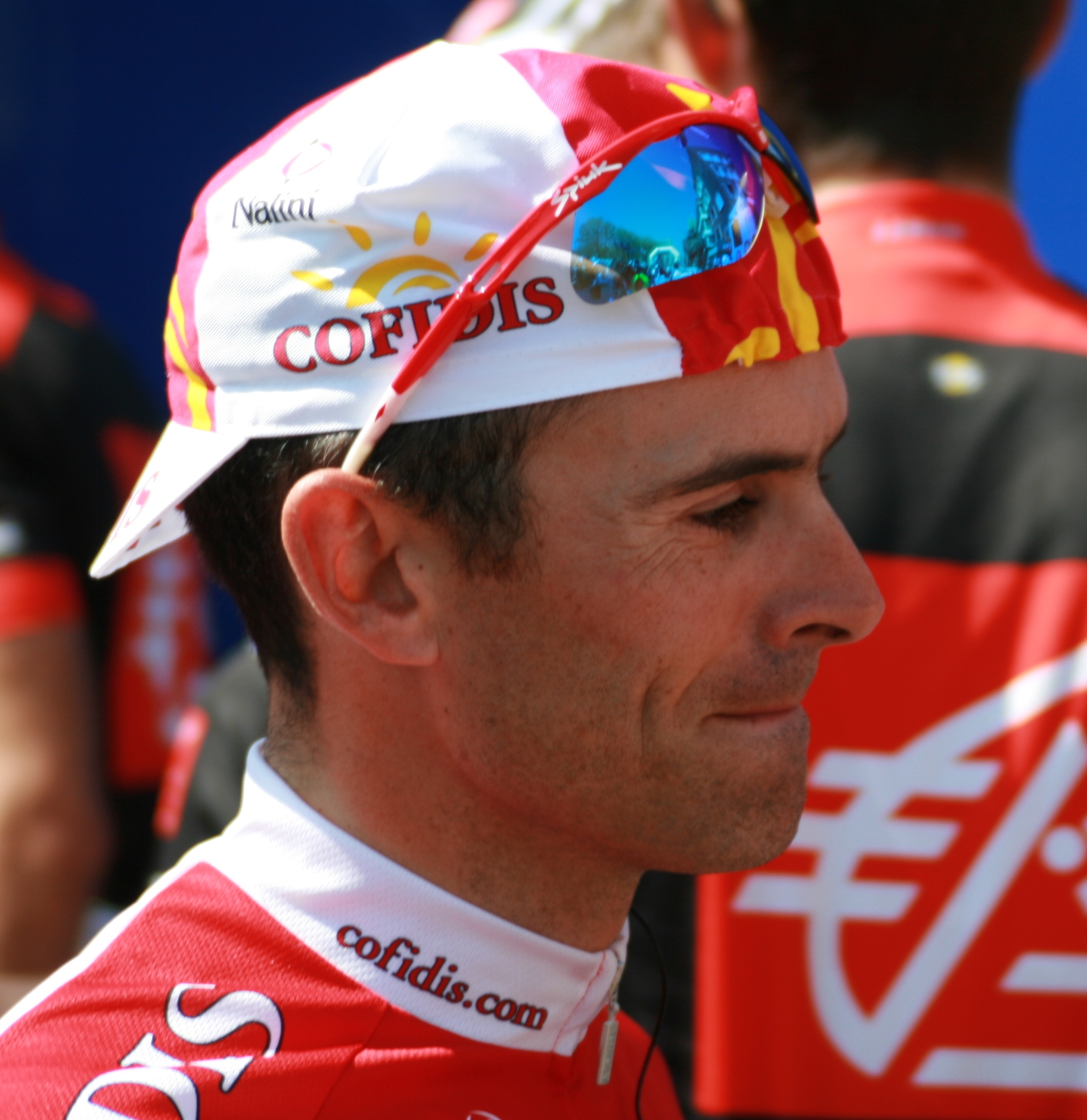
Stéphane Augé

Stéphane Augé (n. 6 de dezembro, 1974 em Pau) é um ciclista profissional francês que participa em competições de ciclismo de estrada. Atualmente é membro da equipe Cofidis.

## Conquistas

### Festina

#### 2000
- 5ª etapa da Volta de Poitou-Charentes

### Jean Delatour

#### 2002
- 6ª etapa da Volta da Alemanha

### Cofidis

#### 2006
- 3ª etapa da Volta do Limousin
- 5ª etapa da Volta da Polônia

#### 2007
- Venceu o Cholet-Pays de la Loire

#### 2008
- 1ª etapa dos 4 dias de Dunkerque
- Venceu os 4 dias de Dunkerque
- 7ª etapa da Volta da Alemanha